# 헝다그룹
헝다그룹(恒大集團, Evergrande Group)은 중화인민공화국 광둥성 선전시에 본사가 있는 부동산 회사이다. 창업자 쉬자인은 2019년 3월, 362억 달러의 자산을 보유해 세계 22위, 중국 3위의 부호였으나 2021년에 파산 위기를 맞았다.

## 역사

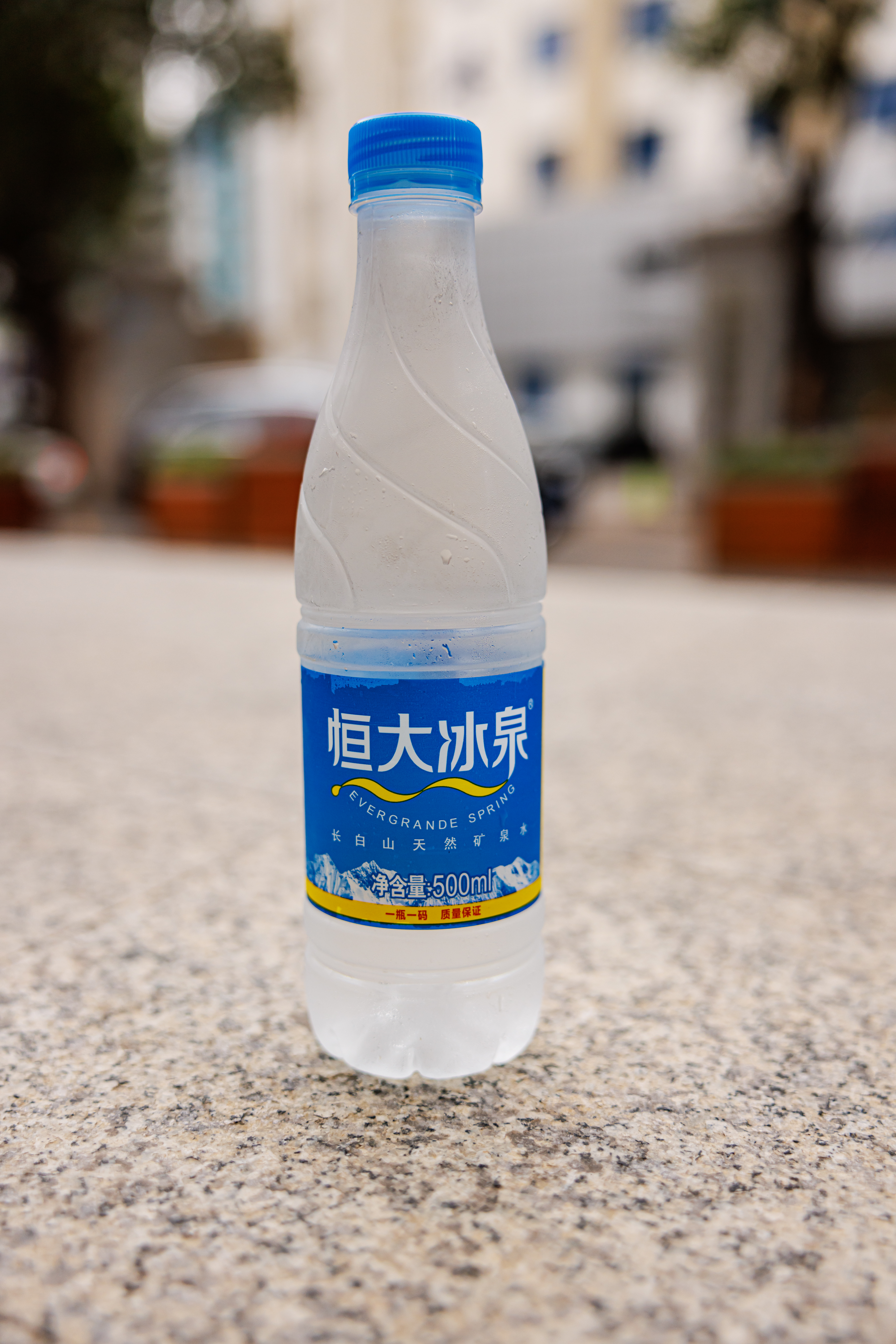
헝다그룹 미네랄 워터 브랜드 『恆大冰泉』

1996년 쉬자인이 광저우시에 회사를 설립. 2009년에 홍콩증권거래소에 상장. 회사의 시가총액은 72억200만달러까지 상승했다.
2010년에는 중국 프로축구 구단을 인수해 광저우 헝다 타오바오로 개칭.